# Kurzendorf (Ansbach)
Kurzendorf (fränkisch: Kurtsndorf) ist ein Gemeindeteil der kreisfreien Stadt Ansbach (Mittelfranken, Bayern). Kurzendorf liegt in der Gemarkung Bernhardswinden.

## Geografie
Das Dorf liegt am Silberbach. Im Norden liegt das Feuchtlachfeld und das Waldgebiet Feuchtlach, im Nordosten das Gsendnersfeld und im Süden die Steigäcker. Gemeindeverbindungsstraßen führen nach Seebronn (1,2 km südlich), nach Dautenwinden (1,5 km westlich), nach Meinhardswinden zur ANs 3 (1,8 km nordöstlich) und nach Bernhardswinden ebenfalls zur ANs 3 (1,7 km östlich).

## Geschichte
Der Ort wurde im Testament des Wolfram von Dornberg aus dem Jahr 1288 als „Kurtzendorf“ erstmals urkundlich erwähnt. Präfixe wie „Kurz–“, „Lang–“, „Groß–“ oder „Klein–“ finden sich in der Regel erst ab dem 13. Jahrhundert in den Ortsnamen, so dass von einer Gründung in diesem Jahrhundert ausgegangen werden kann.
Im 16-Punkte-Bericht des Oberamtes Ansbach von 1684 wurden für Kurzendorf 19 Mannschaften verzeichnet. Grundherren waren das Hofkastenamt Ansbach (17 Anwesen: 3 Höfe, 10 Güter, 2 Gütlein, 2 Häuslein), das Stiftsamt Ansbach (1 Anwesen) und der Bürgermeister und Rat zu Ansbach (1 Anwesen). Außerdem gab es noch ein Gemeindehirtenhaus. Das Hochgericht und die Dorf- und Gemeindeherrschaft übte das brandenburg-ansbachische Hofkastenamt Ansbach aus. Zu dieser Zeit waren noch infolge des Dreißigjährigen Krieges zwei Höfe und ein Gütlein verödet.
Gegen Ende des 18. Jahrhunderts gab es in Kurzendorf 20 Anwesen und ein Gemeindehirtenhaus. Das Hochgericht und die Dorf- und Gemeindeherrschaft übte weiterhin das Hofkastenamt Ansbach aus. Alle Anwesen hatten das Fürstentum Ansbach als Grundherrn (Hofkastenamt Ansbach: 2 Höfe, 3 Halbhöfe, 1 Gut, 1 Gütlein, 5 Köblergüter, 1 Söldengut, 5 Leerhäuser; Stiftsamt Ansbach: 1 Halbhof; Ansbacher Rat: 1 Hof). Es gab zu dieser Zeit 21 Untertansfamilien. Von 1797 bis 1808 unterstand der Ort dem Justiz- und Kammeramt Ansbach.
Im Rahmen des Gemeindeedikts wurde Kurzendorf dem 1808 gebildeten Steuerdistrikt Elpersdorf und der 1811 gegründeten Ruralgemeinde Elpersdorf zugeordnet. 1833 stellten Bernhardswinden, Meinhardswinden, Dombach und Kurzendorf einen Antrag zur Gemeindebildung. Dieser wurde abgelehnt. 1836 stellten Bernhardswinden, Meinhardswinden und Kurzendorf erneut einen Antrag zur Gemeindebildung. Dieser wurde 1839 mit der Auflage genehmigt, die Kosten von 600 fl. für die Katasterumschreibungen zu tragen, wozu die Orte allerdings nicht in der Lage waren. Es folgten weitere Anträge 1842 und 1854, die ebenfalls ohne Erfolg waren. Am 20. September 1860 wurde endlich der Bildung der Ruralgemeinde Bernhardswinden stattgegeben, die Zugehörigkeit von Kurzendorf wurde allerdings abgewiesen. Darauf stellte Kurzendorf einen Antrag zur Bildung einer eigenen Gemeinde, der am 29. April 1861 abgelehnt wurde. Ein weiterer Antrag nach Bernhardswinden umgemeindet zu werden, wurde am 1. Februar 1864 genehmigt unter der Auflage, dass diese Gemeinde ein eigenes Steuerdistrikt zu bilden und die dabei entstehenden Kosten zu tragen habe, wozu die Orte aber nicht in der Lage waren. Am 19. Oktober 1873 wurde schließlich die Umgemeindung von Kurzendorf genehmigt, die dann 1875 vollzogen wurde. Im Rahmen der Gebietsreform in Bayern wurde die Gemeinde Bernhardswinden mit zugehörigen Gemeindeteilen am 1. Juli 1972 in die Stadt Ansbach eingemeindet.

## Einwohnerentwicklung
| Jahr      | 001818 | 001840 | 001861 | 001871 | 001885 | 001900 | 001925 | 001950 | 001961 | 001970 | 001987 |
| Einwohner | 112    | 107    | 130    | 130    | 143    | 157    | 130    | 191    | 137    | 135    | 120    |
| Häuser    | 23     | 22     |        |        | 26     | 26     | 24     | 24     | 23     |        | 28     |
| Quelle    | [ 15 ] | [ 16 ] | [ 17 ] | [ 18 ] | [ 19 ] | [ 20 ] | [ 21 ] | [ 22 ] | [ 23 ] | [ 24 ] | [ 1 ]  |

## Religion
Der Ort ist seit der Reformation evangelisch-lutherisch geprägt und war ursprünglich nach St. Johannis (Ansbach) gepfarrt, seit 1961 gehören sie zur Pfarrei Christuskirche (Meinhardswinden). Die Einwohner römisch-katholischer Konfession sind nach St. Ludwig (Ansbach) gepfarrt.